# Queste (Mittelalter)
Die Queste (altfranzösisch für ein „Ersuchen, Begehr“, vom lateinischen questus bzw. questio „Klage“) war zunächst eine grundherrliche Abgabe im mittelalterlichen Frankreich des 12. und 13. Jahrhunderts, wo eine «taille, qu'on appelle queste» überliefert ist: Diese Abgabe konnte zusammen mit anderen Abgaben zwischen 30 % und 50 % der Einkünfte ausmachen.

## Hilfegesuch
Im Leben von Klöstern und kirchlichen Ordensgemeinschaften bezeichnete die Queste erbettelte Almosen in ihren verschiedensten Formen. Dabei leitet sich der Begriff vom lateinischen quaestio für „Forschung, Frage“ ab.

## Suchmission
Später bildete die Quest, (altfranzösisch) „queste“, (neufranzöisch) „quête“, als spirituelle und abenteuerliche Suche (Heldenreise, Aventiure) des Rittertums, ein gängiges Motiv der mittelalterlichen Dichtung. Demgemäß begibt sich ein berufener Protagonist auf waghalsige Missionen, besiegt gefährlichste Feinde, überbringt geheime Botschaften, birgt verlorene Schätze, rettet entführte Edeldamen – und hat dabei oft ein beinah unerreichbares Ziel im Visier. Beispiele dafür sind der Rosenroman, die Divina Commedia von Dante Alighieri oder die Pelerinage de la vie humaine von Guillaume de Digulleville. Die bekannteste Überlieferung ist im Vulgata-Zyklus die Queste del Saint Graal – oft auch kurz als Queste bezeichnet – aus dem Artus-Mythos.